# Martin Blechschmidt
Martin Blechschmidt (* 1970 in Aachen) ist Gymnasiallehrer und war Bundestrainer der deutschen Nationalmannschaft im Sitzvolleyball der Herren.
Martin Blechschmidt besuchte das Goethe-Gymnasium in Stolberg (Rheinland), wo er 1990 sein Abitur machte. Nach ersten und zweiten Staatsexamen ist er als Gymnasiallehrer für die Fächer Sport und Erdkunde tätig.
Durch seine Eltern, die beide aktive und erfolgreiche Volleyballer waren, kam Martin Blechschmidt schon früh in Kontakt mit dieser Sportart. Dabei beschränkte er sich nicht nur auf die Tätigkeit als Spieler, sondern machte bald die Trainerausbildung. In seinem Heimatverein war Martin Blechschmidt viele Jahre mit Erfolg in der leistungsorientierten Nachwuchsförderung tätig. Weiterhin trainierte er als Co-Trainer die Volleyballerinnen vom TSV Bayer 04 Leverkusen in der 1. Bundesliga. Beim Westdeutschen Volleyball-Verband ist er seit 1996 als Referent im Lehrstab verantwortlich für den Bereich Traineraus- und Trainerfortbildung.
Im Oktober 2006 wurde Martin Blechschmidt vom DBS/NPC (Deutscher Behindertensportverband/National Paralympic Committee Germany) zum Bundestrainer der deutschen Nationalmannschaft der Herren im Sitzvolleyball berufen.
Bei der Europameisterschaft 2007 im ungarischen Nyíregyháza errang das deutsche Team die Bronzemedaille und qualifizierte sich für den World Intercontinental Cup 2008 in Ismaelia (Ägypten). Ende Mai absolvierte das Team einige Testspiele im Rahmen der Sarajevo Open 2008 in Bosnien-Herzegowina. Bei den Europameisterschaften 2009 in Elbląg (Polen) gewann die deutsche Mannschaft die Bronzemedaille. Nach diesem Erfolg hat Martin Blechschmidt sein Amt aus beruflichen Gründen niedergelegt.
Im November 2007 übernahm Martin Blechschmidt die Nachfolge von Karl Quade als Cheftrainer der Sitzvolleyballer des TSV Bayer 04 Leverkusen und gewann mit seinem Team den Titel um die deutsche Meisterschaft 2008. Damit war der TSV Bayer 04 Leverkusen auch im Jahr 2009 für den Europapokal der Landesmeister qualifiziert. Blechschmidt legte auch hier sein Amt im November 2009 nieder.